# Etgar Keret
Etgar Keret (în ebraică אתגר קרת; n. 20 august 1967, Ramat Gan, Israel) este un scriitor israelian, foarte popular prin nuvelele sale, de asemenea autor de benzi desenate (în colaborare cu desenatori) și scenarist de filme.
Revista franceză «Télérama» îl etichetează pe Keret drept unul din "enfants terribles" ai Tel Avivului și îi caracterizează povestirile ca «pline de farmec, colorate de un infantilism minunat, umoristice, în acelaș timp estetice și absurde». Scriitorul se consideră influențat mai ales de lectura lui Faulkner și Vonnegut, mulți găsesc în proza sa scurtă conexiuni cu Woody Allen, Bashevis Singer, Kafka și Garcia Marquez.
Alături de scriitoarea Orly Castel - Bloom, Keret a surprins în anii 1990 prin folosirea cu măiestrie a limbii de zi de zi, așa numita «limbă slabă», mai accesibilă generațiilor tinere care formeaza grosul cititorilor săi. 
Povestirile sale, consacrate problemelor individului, și, cel puțin în aparență, mai puțin cauzelor colective, s-au bucurat de succes în numeroase țări, fiind traduse în 30 de limbi, inclusiv în arabă, chineză și coreeană.

## Biografie
Etgar Keret s-a născut la Ramat Gan în familia lui Efraim Keret și soția sa Orna, evrei supraviețuitori ai Holocaustului. Mama sa și-a pierdut pe toți cei dragi în ghetoul din Varșovia, iar tatăl său a rămas în viață, trăind într-o ascunzătoare pe teritoriul ocupat al URSS. Ajunși în Israel, la fel ca mulți supraviețuitori ai Holocaustului, amândoi s-au ferit să povestească copiilor și altora despre suferința lor. Numele de Etgar, cuvântul ebraic pentru "challenge", adică încercare sau obstacol important și dificil pe care o persoană dorește sau trebuie să le treacă, se datorește, conform explicațiilor scriitorului într-un interviu cu ocazia unui forum pe internet, circumstanțelor dramatice în care s-a născut - printr-o naștere prematură impusă de probleme medicale în a șasea lună de gestație și dusă la bun sfârșit prin mijlocirea unei operații cezariene de urgență.
   
Etgar Keret a făcut studii, neterminate, de matematică, în cadrul unui program interdisciplinar, și una din pasiunile sale sunt artele marțiale.
A început să scrie literatură de la vârsta de 19 ani, în timpul serviciului militar, talentul său fiind descoperit apoi de către criticii Haim Haver și Moshe Rom. Între prietenele sale apropiate s-au numărat, între altele, scriitoarele Irit Linor și Gapi Amir, creatoarea de modă Mikhal Nir și femeia de afaceri Alona Bar-On. În cele din urma Etgar Keret a întemeiat o familie cu scriitoarea și cineasta Shira Geffen. Locuiește la Tel Aviv împreună cu ea și cu copilul lor, Lev. În prezent el este conferențiar de scriere creativă la facultatea de litere a Universității Ben Gurion din Beer Sheva; de asemenea, predă la facultatea de cinematografie a Universității Tel Aviv.
Lui Etgar Keret i s-a acordat și cetățenia poloneză.

## Cariera literară
Prima sa carte publicată a fost «Țevi» (Tzinorot) (1992), culegere de scurte povestiri care a trecut la început aproape neobservată. În 1993 a obținut premiul întâi la Festivalul Teatrului Alternativ de la Akko cu spectacolul Entebbe: un musical scris în colaborare cu Yonatan Bar Giora.
A doua sa carte, Dorul meu după Kissinger (Ga'aguai Le'Kissinger, 1994), o culegere de cinzeci de scurte povestiri s-a bucurat de o apreciere deosebită. Una din ele, povestirea „Sirena” (Hatzfira) a intrat în programa școlară pentru bacalaureat la literatura ebraică.

A mai scris in colaborare mai multe cărți de benzi desenate (comix), între care "N-am venit să ne distrăm" (Lo banu Lehanot"(1996),împreună cu desenatoarea Rutu Modan, apoi "Ulițele mâniei" (Simtaot Hazaam") (1997), cu desene de Asaf Hanuka. 
În anul 1999 cinci din povestirle sale au fost traduse în engleză și adaptate pentru benzi desenate sub numele comun "Jet lag". Ilustrațiile au aparținut celor cinci membri ai grupului "Actus Tragicus".
În 1998 a publicat o nouă culegere de nuvele intitulată "Colonia de vacanță a lui Kneller". Povestirea cu acelaș nume, cea mai lungă din volum, relatează despre un tânăr care se sinucide și pornește, în căutarea dragostei, în viața de dincolo de moarte. Ea a fost tradusă în engleză în cadrul volumului «The Bus Driver Who Wanted To Be God & Other Stories »(Șoferul de autobus care a vrut să devină Dumnezeu și alte povestiri» (2004), iar apoi adaptat pentru un comix sub numele «Pizzeria Kamikaze»(2006), ilustrat de Asaf Hanuka. Ulterior regizorul Goran Dukić a adaptat-o pentru un film artistic cu numele "Tăietorii de vine: o poveste de dragoste" {Wristcutters: A Love Story) în care au jucat Patrick Fugit, Shannyn Sossamon, Tom Waits și Will Arnett. Filmul a fost rulat în premieră în anul 2006 la Sundance Film Festival.
Keret a mai scris culegerea de nuvele «Anihu» dedicată tatălui sau (nume însemnând «Eu sunt el» 2002), precum și cartea pentru copii «Tata fuge cu circul» (2004), desenată de Rutu Modan. Unele scrieri ale sale apar pe site-ul ebraic Bimá Hadashá (Scenă nouă) pe internet.

## Creații în arta cinematografică
Etgar Keret a scris câteva scheciuri umoristice pentru programul satiric israelian de televiziune Ha'hamishiá Ha'kamerit ("Cvintetul de cameră"), de asemenea , împreună cu Ran Tal a scris drama de televiziune «Malka Lev Adom» ( «Malka de Inimă roșie, sau Regina de inimă roșie» (1996) care a câștigat premiul «Oscar israelian» din partea «Academiei israeliene de filme» pentru genul respectiv, precum și premiul întâi la festivalul internațional de filme de la München al școlilor de cinema.
În anul 2007 împreună cu soția sa, Shira Geffen, a creat filmul «Meduze» (Meduzot) care a fost distins cu premiul Caméra d'Or la Festivalul Internațional de Film de la Cannes.

## Premii și distincții
- Premiul I la Festivalul de teatru alternativ de la Akko, pentru «(Operația) Entebbe:musical»1993
- premiul primului ministru Levi Eshkol pentru literatură pe anul 1996
- cartea sa "Colonia de vacanță a lui Kneller" a fost aleasă în anul 2003 de rețeaua franceză de librării FNAC ca una din cele 200 cele mai bune cărți ale deceniului.
- premiul Caméra d'Or la Festivalul Internațional de Film de la Cannes, împreună cu soția sa Shira Geffen, pentru filmul «Meduze» (Meduzot) - 2007
- cartea sa, tradusă în engleză sub titlul « The Nimrod Flipout » a fost aleasă de cotidienele "Los Angeles Times" și « the Boston Phoenix» ca una din cele mai bune cărți ale anului 2007.
- 2016  Premiul Bronfman pentru promovarea și difuzarea valorilor evreiești si universale în lume
- 2019 - Premiul Sapir pentru literatură - pentru cartea Takalá biktzé hagalaksia
- 2019 Versiunea engleză a cărții -  Fly Already: Stories, aobtinut premiul Consiliului Cărtii Evreiești si al organizatiei National Jewish Book din America
- 2021 - Premiul primului ministru Levi Eshkol pentru literatură - a doua oară